# ناتاندیا
ناتاندیا (به لاتین: Nattandiya) یک منطقهٔ مسکونی در سری‌لانکا است که در ناحیه پوتالام واقع شده‌است. ناتاندیا ۱۰٬۰۰۰ نفر جمعیت دارد.